# گرگ وال استریت (فیلم ۱۹۲۹)
گرگ وال استریت (انگلیسی: The Wolf of Wall Street) یک فیلم درام آمریکایی پیش از کد در سال ۱۹۲۹ به کارگردانی رولند وی. لی و با بازی جرج بنکرافت، پل لوکاس، اولگا باکلانووا و نانسی کرول است. داستان و فیلمنامه آن را دوریس اندرسون نوشته‌است.

## بازیگران
- جرج بنکرافت (بازیگر) در نقش د ولف
- اولگا باکلانووا در نقش اولگا
- نانسی کرول در نقش گرت (د مید)
- پل لوکاس در نقش دیوید تایلر
- براندون هورست در نقش استرجس
- کرافورد کنت در نقش جسوپ